# Вале д'Инферно (Арецо)
Вале д'Инферно је насеље у Италији у округу Арецо, региону Тоскана.
Према процени из 2011. у насељу је живело 29 становника. Насеље се налази на надморској висини од 158 м.